# یک تیم در تالین
یک تیم در تالین (انگلیسی: One team in Tallinn) داستان یک مسابقه فوتبال در گروه ۴ اروپا در مقدماتی جام جهانی است که برای ۹ اکتبر ۱۹۹۶ در تالین، پایتخت استونی، بین تیم‌های ملی استونی و اسکاتلند برنامه‌ریزی شده بود، این مسابقه در همان ثانیه‌های اول پس از آغاز متوقف شد زیرا تیم استونی در ورزشگاه کادریورگ غایب بود. علت، اختلاف نظر در مورد نورافکن‌های استادیوم بود. انتظار می‌رفت این به عنوان یک پیروزی راحت برای اسکاتلند ثبت شود، اما فیفا دستور داد این مسابقه در یک کشور بیطرف برگزار شود. مسابقه در ورزشگاه لویی دوم در موناکو تکرار شد و با نتیجه تساوی بدون گل به پایان رسید.

## پیشینه
استونی و اسکاتلند در گروه ۴ به همراه اتریش، بلاروس، لتونی و سوئد قرار داشتند. هر دو کشور نتوانستند در مسابقات خود در ماه اوت پیروزی داشته باشند. استونی در خارج از خانه مقابل بلاروس ۱–۰ شکست خورد و اسکاتلند در مقابل اتریش به تساوی بدون گل رسید. در ۵ اکتبر، هر دو در بازی‌های خود پیروز شدند و با اختلاف یک امتیاز دو تیم می‌بایست در تالین حاضر شوند.

## جدال قبل از مسابقه
اسکاتلند شب قبل از بازی در استادیوم کادریورو تمرین کرد، که آنها متوجه نامناسب بودن نورافکن‌های این ورزشگاه شدند و به فیفا اعتراض کردند. صبح روز بعد، یعنی همان روز مسابقه، جلسه کمیته اجرایی فیفا برای رسیدگی به این موضوع برگزار شد. تصمیم گرفته شد زمان شروع مسابقه از ۱۸/۴۵ به ساعت ۱۵/۰۰ همان روز تغییر یابد. این امر باعث نارضایتی اتحادیه فوتبال استونی شد، زیرا عواقبی از جمله از دست دادن احتمالی درآمد تلویزیون، را باعث می‌شد.
بی‌بی‌سی اسکاتلند حق نمایش بازی در اسکاتلند را کسب کرده بود، اما زمانبندی قبلی با پخش زنده مراسم یادبود قتل‌عام دانبلین در آن بعد از ظهر روی هم می‌افتاد. در حالی که اسکاتلند برای زمانبندی جدید آماده می‌شد، تیم استونی از تغییر برنامه‌هایش خودداری کرد. بعداً مدیر تیم، کریگ براون، گفت که او در نظر داشته که محتمل‌ترین اتفاق این است که تیم استونی، در اعتراض به تصمیم‌گیری، دیر ظاهر شود، اما به هر حال بازی پیش رود.

## شروع و توقف
داور مسابقه، میروسلاو رادومان، اسکاتلندی‌ها را به داخل زمین هدایت کرد، در همان حال طرفداران تیم ملی اسکاتلند وضعیت غیرمعمول را با خوشرویی استقبال کردند. آنها بر روی آهنگ «گوآنتانامرا» شعارهای طنزگونه «یک تیم در تالین، فقط یک تیم در تالین وجود دارد» سر دادند. با ضربه به توپ بیلی دودز بازی را شروع کرد. لحظاتی بعد همزمان یا تصاحب توپ توسط کاپیتان جان کالینز داور رادومانان سوت کشید و بازی را متوقف کرد. پس از این توقف، برخی از هواداران اسکاتلندی به داخل زمین ورزشگاه کادریورگ ریخته خود شروع به بازی فوتبال و تفریح نمودند.
بعد از ظهر تیم استونی وارد استادیوم شد و اقدام به آماده‌سازی برای مسابقه کرد. اما تیم اسکاتلند از قبل استادیوم را ترک کرده بود تا سفر خود را به خانه آغاز کند.

## پیامدها
اسکاتلند در ابتدا معتقد بود که این مسابقه با امتیاز پیش فرض ۳–۰ به آنها تعلق می‌گیرد که به نظر هم می‌رسید تأیید نماینده فیفا را نیز دارد. آیین‌نامه فیفا نیز همین را می‌گوید «مگر در موارد ویژه که توسط کمیته برگزار کننده مشخص شود». در سال ۱۹۷۴ وضعیت مشابهی در مرحله پلی آف جام جهانی فوتبال در دیدار تیمهای ملی فوتبال شیلی و اتحاد جماهیر شوروی رخ داده بود. در آنجا شوروی‌ها از بازی در محلی که شیلیایی‌ها برای بازی در کشور خودشان شیلی انتخاب کرده بودند خودداری کردند.  لذا شیلی به‌طور پیش فرض پیروز مسابقه اعلام شد و به جام جهانی فوتبال ۱۹۷۴ راه یافت. این موضوع اما مغایر با دیدگاه لنارت یوهانسون بود که آن موقع رئیس یوفا و نایب رئیس فیفا بود.
کمیته اجرایی فیفا، به ریاست یوهانسون، در ماه نوامبر تشکیل جلسه داد. به جای اعطای مسابقه به اسکاتلند، فیفا دستور داد که این مسابقه باید در یک زمین بی‌طرف تکرار شود. این تصمیم توسط ناظران اسکاتلندی مورد انتقاد قرار گرفت که معتقد بودند یوهانسون می‌خواهد از این وضع استفاده کرده و فرصت محتمل بسیار خوبی را به سوئد، کشور زادگاه خود بدهد. این همچنین به معنای این بود که گری مک‌آلیستر، کاپیتان اسکاتلند، که از بازی اصلی مقابل استونی محروم شده بود، حال برای بازی با سوئد محروم است.
این مسابقه در ۱۱ فوریه ۱۹۹۷ در ورزشگاه لویی دوم در موناکو تکرار شد و با تساوی ۰–۰ به پایان رسید. دروازه‌بان استونیایی مارت پوم نمایش خوبی ارائه داد، و او بعداً این مسابقه را به عنوان یک نکته مهم در زندگی حرفه‌ای خود حساب کرد. او ماه بعد با یک باشگاه انگلیسی قرارداد امضا کرد. به ثمر نرسیدن گل در این مسابقه باعث ناامیدی بازیکنان و هواداران تیم اسکاتلند شد. یان فرگوسن، هافبک تیم هنگام خروج از زمین، میکروفون را گرفت و به ارتش تارتان فحاشی کرد. این همچنین آخرین حضور بین‌المللی مهاجم تیم دانکن فرگوسن بود (هیچ خویشاوندی با یان ندارد) که رابطه‌اش با اتحادیه فوتبال اسکاتلند از قبل و در حادثه‌ای که به دلیل یک حمله فیزیکی به زندان محکوم شده بود، خراب شده بود. او معتقد بود که با او ناعادلانه رفتار شده‌است، و پس از آن انصراف خود از حضور در دیدارهای بین‌المللی را اعلام داشت.
با وجود از دست رفتن امتیاز این مسابقه، اما اسکاتلند در گروه ۴ با دو امتیاز بالاتر از سوئد و دو امتیاز کمتر از تیم اول این گروه یعنی اتریش، در جایگاه دوم قرار گرفت. اسکاتلند در مجموع ۲۳ امتیاز آورد که به این معنی بود که این کشور بالاترین مقام نایب قهرمان گروه‌های مقدماتی اروپا را دارد و بنابراین مستقیماً به فینال جام جهانی راه می‌یابد. استونی در گروه ۴ پنجم شد و صعود نکرد.